# Cryptoholcocerus mongolicus
Cryptoholcocerus mongolicus (лат.) — вид бабочек из семейства древоточцев инфраотряда разнокрылых бабочек, единственный в составе рода Cryptoholcocerus. Средняя и Центральная Азия: Афганистан, Казахстан, Киргизия, Пакистан, Таджикистан, Узбекистан, северо-западный Китай. Длина переднего крыла 2—3 см, окраска серовато-коричневая. От близких родов отличается окраской крыла (развитием рисунка на исподе крыльев, выраженным пятнистым рисунком на обоих крыльях), особенностями строения гениталий самца (слабым развитием структуры на костальном крае вальвы, строением юксты, представляющей собой небольшой гребешок). Имаго летают на высотах от 400 до 3750 м в июне-августе.
Вид ранее включался в состав рода Cossus (под названием Cossus mongolicus), но в 2006 году российским лепидоптерологом Романом Викторовичем Яковлевым (Алтайский государственный университет, Барнаул) был выделен в монотипический род Cryptoholcocerus. Впервые вид был описан в 1882 году русским лепидоптерологом Николаем Григорьевичем Ершовым.